# Přemysl II. Opavský

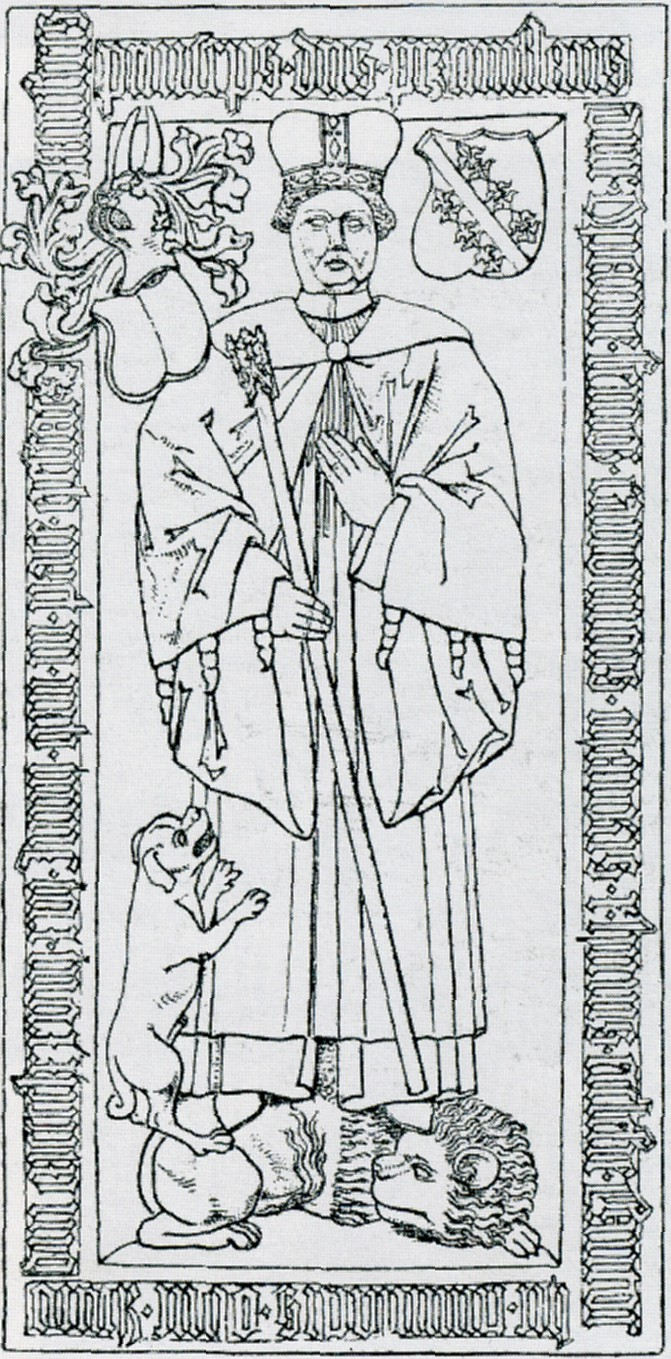
Náhrobek Přemysla II. Opavského.

Přemysl II. Opavský (1423/1425 – 16. červen 1478) byl nejmladším synem Přemysla I. Opavského a Heleny Bosenské a společně s bratry v letech 1433-1464 opavsko-ratibořským knížetem.
Přemysl II. byl jako nejmladší syn určený pro duchovní kariéru. Roku 1446 byl nominován na člena kapituly katedy ve Vratislavi. Následně studoval teologii na univerzitách v Krakově a Vídni. Zde také napsal astrologický traktát „Practice verissima domini ducis Przsenikonis data per dominum Petrum presbiterumde Oppavia Ludwico ad faciendam veram et perfectum lunam“.
Po ukončení studií okolo roku 1455 se vrátil do Vratislavi, kde v roce 1465 získal pozici spoluděkana a kantora u sv. Kříže. Přemysl II. byl vážným kandidátem na úřad vratislavského biskupa, kde byl administrátorem diecéze. Volba ovšem vlivem propagandy nakonec padla na Rudolfa Rüdesheima.
V roce 1456 společně s bratrem Arnoštem zastavil práva na Opavsko knížatům opolským za 28 000 dukátů. O osm let později přenechal práva výkupu Jiřímu z Poděbrad.
Přemysl II. zemřel bezdětný roku 1478 a je pochovaný ve vratislavském kostele sv. Kříže, kde se zachoval jeho náhrobek.